# Andrejs Rubins
Andrejs Rubins (Riga, 26 de novembro de 1978 – 3 de agosto de 2022) foi um futebolista e treinador de futebol letão que atuava como meio-campista.
Nos tempos de URSS, seu nome era russificado para Andrey Vladimirovich Rubin (Андрей Владимирович Рубин, em russo, transliterado para Andrejs Vladimirovičs Rubins na língua letã).

## Carreira em clubes
Rubins estreou no futebol em 1996, no Auda (segunda divisão), porém só viria a jogar pela primeira vez no ano seguinte, pelo Östers (Suécia), atuando em 11 jogos. Voltaria à Letônia em 1998 para defender o Skonto. Pela equipe, foi tricampeão nacional e bicampeão da Copa Letã antes de mudar-se para o Crystal Palace em 2000.
Pelo time inglês, foram apenas 37 jogos disputados (32 pela Football League First Division, até então a segunda divisão nacional, 2 pela Copa da Inglaterra e 3 pela Copa da Liga Inglesa) e 2 gols marcados (também pela Copa da Liga, sobre Leicester e Liverpool). Entre 2003 e 2007, defendeu Shinnik Yaroslavl e Spartak Moscou antes de voltar novamente ao seu país para jogar no Liepājas Metalurgs.
No final da carreira, atuou no futebol do Azerbaijão, vestindo as camisas de Inter Baku, Qarabağ e Simurq, onde se aposentou em 2012.

## Carreira de treinador
Em 2014, Rubins trabalhou como auxiliar-técnico no FK Ogre, função que exerceria até 2016. Regressou ao FK Auda, seu primeiro clube como jogador, em 2019 para sua única experiência como treinador principal.
Seu último trabalho foi em 2022, como auxiliar de Víctor Basadre no Spartaks Jūrmala

## Seleção Letã
Estreou pela Seleção Letã em novembro de 1998, na derrota por 3 a 0 para a Tunísia.
Participou da Eurocopa de 2004 (a primeira competição oficial da Letônia como país independente), tendo jogado as 3 partidas da seleção, que chegou a empatar sem gols com a Alemanha, porém terminou sendo eliminada na fase de grupos.
O último de seus 117 jogos pela Letônia (é o segundo jogador que mais defendeu a equipe) foi em outubro de 2011, na derrota por 2 a 0 para a Croácia, pelas eliminatórias da Eurocopa de 2012.

## Morte
Em 3 de agosto de 2022, a Federação Letã de Futebol anunciou a morte de Rubins. As causas do falecimento não foram divulgadas.

## Títulos
Skonto
- Virslīga: 1998, 1999, 2000
- Copa Letã: 1998, 2000

Liepājas Metalurgs
- Liga Báltica de Futebol: 2007

Seleção Letã
- Copa Báltica: 2001, 2003